# August-Baudert-Platz

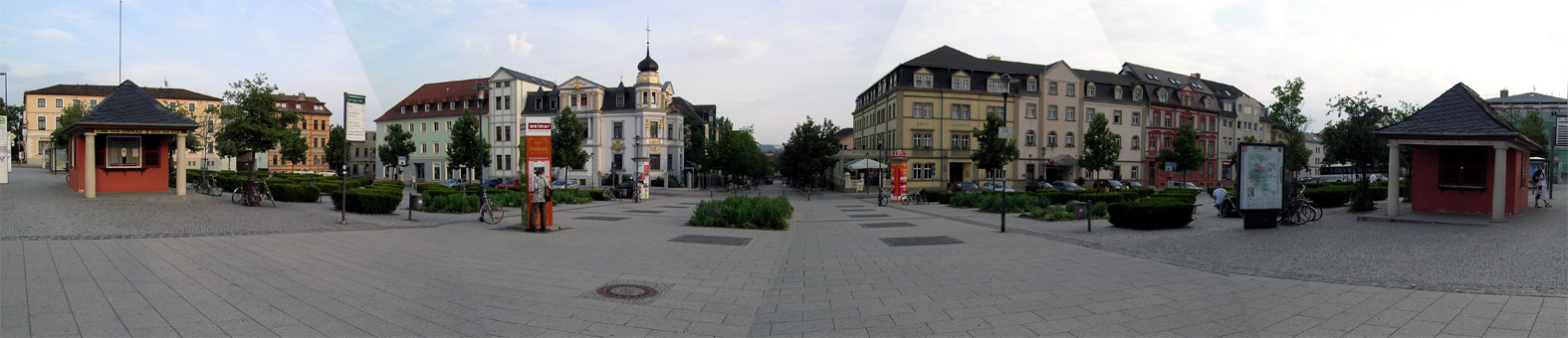
Bahnhofsvorplatz in Weimar

Der August-Baudert-Platz ist eine vor dem Bahnhof Weimar gelegene Platzanlage in der Nordvorstadt.
An diesen nach 1945 nach dem sozialdemokratischen Politiker August Baudert (1860–1942) benannten Platz am Bahnhof Weimar vorbei führt die Schopenhauerstraße. An ihn stadteinwärts verlaufen die Carl-August-Allee, an deren Eingang sich das Hotel Kaiserin Augusta und ein repräsentativer Bau, das einmal das Hotel Victoria war, befinden, die Ernst-Kohl-Straße und die Brennerstraße (Weimar). Außer den Kiosks, in dem Backwaren bzw. Fahrkarten verkauft werden, sind die Rabatten mit Buchsbaum bemerkenswert. Sie entsprechen aber nicht der ursprünglichen Bepflanzung, wie u. a. aus alten Postkarten zu ersehen ist. So wie sie sich heute darstellt, erfolgte ihre Gestaltung 1999. Einst verlief hierdurch auch die Straßenbahn. Der Platz hieß ursprünglich Jubiläumsplatz, zum 25. Regierungsjubiläum des Großherzogs Carl Alexander 1878. Am August-Baudert-Platz 4 befindet sich eine Außenstelle des Bundesamtes für Landwirtschaft und Ernährung.
Im einstigen Hotel „Hohenzollern“ in der Brennerstraße 42 stieg bereits ab 1925 Adolf Hitler ab, bevor nach 1933 und der erfolgten Machtergreifung der Nazis das Hotel Elephant seine Rolle zugewiesen bekam.
Der gesamte August-Baudert-Platz steht auf der Liste der Kulturdenkmale in Weimar (Sachgesamtheiten und Ensembles).